# Shin So-yul
Shin So-yul (신소율?, Sin SoyulLR), pseudonimo di Kim Jung-min (김정민?, Gim JeongminLR, Kim ChŏngminMR; Seul, 5 agosto 1985), è un'attrice sudcoreana.

## Biografia
Si è dedicata alla recitazione dopo aver abbandonato la scuola superiore, apparendo in spettacoli teatrali e lavorando come modella per alcuni negozi di abbigliamento online. Successivamente si è iscritta alla facoltà di Teatro e Cinema dell'Università Kookmin. Ha debuttato ufficialmente nel 2007 con il film Gungnyeo e si è fatta notare nel 2012 interpretando una liceale in Eungdaphara 1997 nonostante avesse ventisette anni. Nel 2013 è stata candidata ai Baeksang Arts Award e ai Grand Bell Award per il suo ruolo audace nella commedia romantica Na-ui P.S. partner ed è diventata una delle conduttrici del talk show Talk Club Actors. Ha interpretato il ruolo principale nella soap opera del 2014 Dalkomhan bimil. Negli anni successivi è diventata famosa per i suoi ruoli secondari in varie fiction televisive.

## Filmografia

### Cinema
- Gungnyeo (궁녀?), regia di Kim Mi-jung (2007)
- Nae sarang (내 사랑?), regia di Lee Han (2007)
- Yaktaljadeul (약탈자들?), regia di Son Young-sung (2009)
- Hello My Love (헬로우 마이 러브?), regia di Kim Aaron (2009)
- Pokpungjeon-ya (폭풍전야?), regia di Cho Chang-ho (2010)
- Pyega (폐가?), regia di Lee Chul-ha (2010)
- Tikkeulmo-a romance (티끌 모아 로맨스?), regia di Kim Jung-hwan (2011)
- Na-ui P.S. partner (나의 PS 파트너?), regia di Byun Sung-hyun (2012)
- Gyeongju (경주?), regia di Jang Ryul (2014)
- Sang-ui-won (상의원?), regia di Lee Won-suk (2014)
- Geomsa-oejeon (검사외전?), regia di Lee Il-hyung (2016)
- Bulhandang: Nappeun nomdeur-ui sesang (불한당: 나쁜 놈들의 세상?), regia di Byun Sung-hyun (2017)
- The Pension (더 펜션?), regia di Yoon Chang-mo, Ryu Jang-ha, Yang Jong-hyun e Jung Heodeokjae (2018)
- Neo-ui gyeolhonsik (너의 결혼식?), regia di Lee Sung-geun (2018) – cameo
- Neut-yeoreum (늦여름?), regia di Jo Sung-gyu (2018)
- Sce,nario (시,나리오?), regia di Kim Dong-won (2020)
- Taebaeg-won (태백권?), regia di Choi Sang-hoon (2020)
- Gin haru (긴 하루?), regia di Jo Sung-gyu (2022)
- Oksu-yeok gwisin (옥수역 귀신?), regia di Jung Yong-gi (2023)

### Televisione
- Someday (썸데이?) – serie TV (2006)
- Yeon-in (연인?) – serie TV (2006-2007)
- H.I.T (히트?) – serie TV (2007)
- Jungle Fish 2 (정글피쉬 2?) – serie TV (2010)
- Midas (마이더스?) – serie TV (2011)
- Ppurigip-eun namu (뿌리깊은 나무?) – serie TV (2011)
- Eungdaphara 1997 (응답하라 1997?) – serie TV (2012)
- Eommaga mwogillae (엄마가 뭐길래?) – serie TV (2012)
- Nae sarang nabibu-in (내 사랑 나비부인?) – serie TV (2012) – cameo
- Cheongdam-dong Alice (청담동 앨리스?) – serie TV (2012-2013)
- Nae yeon-ae-ui modeun geot (내 연애의 모든 것?) – serie TV (2013) – cameo
- Monnan-i ju-uibo (못난이 주의보?) – serie TV (2013)
- Jinjin (진진?) – film TV (2013)
- Eungdaphara 1994 (응답하라 1994?) – serie TV (2013) – cameo
- Yu-na-ui geori (유나의 거리?) – serie TV (2014)
- Dodohara (도도하라?) – serie TV (2014)
- Dalkomhan bimil (달콤한 비밀?) – serial TV (2014-2015)
- Mrs. Cop (미세스 캅?) – serie TV (2015)
- Geurae, geureon-geo-ya (그래, 그런거야?) – serie TV (2016)
- Yungnyong-i nareusya (육룡이 나르샤?) – serie TV (2016) – cameo
- Heukgisa (흑기사?) – serie TV (2017-2018)
- Kiss meonjeo halkka-yo (키스 먼저 할까요?) – serie TV (2018)
- Danjjan office (단짠 오피스?) – serie TV (2018)
- Ildan tteugeopge cheongsohara!! (일단 뜨겁게 청소하라!!?) – serie TV (2019) – cameo
- Big Issue (빅이슈?) – serie TV (2019)
- Train (트레인?) – serie TV (2020)
- Yeon-aeneun gwichanchiman oero-un geon sirh-eo! (연애는 귀찮지만 외로운 건 싫어!?) – serie TV (2020) – cameo
- Bapdaero saranghari (법대로 사랑하라?) – serie TV (2022) – cameo
- Uri, jip (우리, 집?) – serie TV (2024)